# 스튜디오 녹차
스튜디오 녹차(일본어: すたじお緑茶 스타지오료쿠차[*])는 주식회사 러셀(구. 그린우드)의 성인 게임 브랜드였다. 2001년에 설립되었으며, 로고마크는 녹차가 들어간 찻잔이다.
2019년 4월 이후 미라지 소프트와 함께 활동이 중지되었고, 공식 웹사이트는 매각 처분되었다.

## 작품
- 2001년 12월 14일 - 여신님☆께 부탁!! -한밤중의 모험자-
- 2002년 11월 19일 - 여름날 -Kajitsu-
- 2004년 6월 25일 - 무녀님 호완 전성기
  - 2004년 12월 10일 - 무녀님 호완 전성기 엑스트라
  - 2006년 7월 28일 - 무녀 파이터 쿄코짱 -무녀님 호완 전성기 외전-
- 2005년 11월 25일 - 프린세스 소야곡
- 2007년 5월 25일 - 짝사랑의 달
  - 2008년 10월 31일 - 짝사랑의 달 엑스트라
- 2008년 7월 4일 - 매지카라이드
- 2010년 3월 26일 - 코이소라
  - 2011년 10월 28일 - 코이소라 after happiness and extra hearts
- 2012년 10월 26일 - 축복의 종소리는 연분홍색 바람과 같이
- 2014년 9월 26일 - 남십자성연가
- 2016년 1월 29일 - 하니카미 CLOVER
- 2016년 11월 25일 - 여름빛 사랑 노래